# Sardar
Sardar (Persa سردار, IPA: [sɐrdaːr]) és un títol d'origen persa, utilitzat pels líders polítics i militars.
El seu cognat en persa, Sardâr, vol dir comandant. Literalment sar vol dir cap mentre que dâr vol dir posseïdor en persa. Per tant, el terme Sardar també pot voler dir líder polític o militar, equiparable al cap d'una tribu.
Al Pakistan, el líders de les tribu i clans dels Balutxi, Caixmiris, Paixtus, Panjabi, Seraiki i Sindi reben el títol de Sardar.
A l'Índia, en Panjabi, Hindi i altres llengües índies, la paraula sovint es refereix als homes que professen la fe Sikh. Sovint, s'afegeix el sufix -ji al títol per indicar respectabilitat, donant lloc a la paraula Sardarji. La paraula pot adquirir diversos significats, sovint associats a l'autoritat militar.

## Usos militars
- A l'era colonial, el títol Sirdar o Sardar s'aplicava als nobles nadius de l'índia britànica, com els sirdars de Dècan. Sirdar Bahadur era una distinció militar india.
- Sirdar era el títol oficial del comandant en cap de l'exèrcit anglo-egipci.
- En moltes llengües indies, Sardar vol dir cap de l'exèrcit (que podria tenir garantit un Jagir).

## Títol de governador
- Els Marathas – una comunitat reial Kshtriya de Maharashtra, Índia, feien servir el títol Sardar amb el significat de Cavaller/ Cap de l'exèrcit / Governador d'un petit regne i va ser prestigiós entre ells.

Alguns principats del sud d'àsia, particularment al Panjab, van estar governats per prínceps Sardar o Gujjar Sardar:
- Kalsia (Sikh *) – l'últim titular es va convertir en raja el 1917
- Kapurthala – el tercer Sardar va adoptar el model de Raja; posteriors models, de nou més elevats, van ser Raja-i Rajgan i per acabar Maharaja
- El títol, Serdar, és també habitual entre els Otomans per referir-se al comandant en cap (d'un exèrcit). Els Serbis el van adoptar dels otomans (és el cas de Serdar Janko Vukotić – general montenegrí).

## Sikhisme
En el Sikhisme, s'espera que tothom dirigeixi i Sardar vol dir també líder. A l'Índia sardar es refereix a un home amb barba i es cobreix el cabell amb un turbant, atès que el líder o cap (Sardar) d'un grup, generalment porta un turbant al cap.

## Altres usos
- Vallabhbhai Patel, el primer Primer Ministre Independent de l'Índia era anomenat Sardar Patel, o Sardar per escurçar; també és conegut com l'Home de Ferro de l'Índia.
- Dins la comunitat Maratha dels Kshatriya (guerrers), el cap de l'exèrcit reial era conegut com a Sardar el qual és equivalent a Cavaller. Molts dels membres de la comunitat Maratha posseïen aquest títol honorífic. Indicava reialesa així com valentia marcial.
- Sardar era el nom del famós cavall que el president paquistaní Ayub Khan va regalar a la Primera Dama dels Estats Units Jacqueline Kennedy a Lahore el 1962.
- Els homes que professen el Sikhisme a l'Índia se’ls anomena Sardar-ji, (similar a efendi en Turc). Els Sikhs sovint fan servir Sardar com a prefix del seu nom en lloc de Senyor (Sardar Surjit Singh).
- Històricament, Sardar va ser molt utilitzat per importants funcionaris politics, tribals, militars i religiosos dins de les famílies dels principats Sikh.
- En la llengua local del Caixmir (principalment a la petit província de Sudhnati), Sardar es fa servir per referir-se als descendents del Rei Ahmad Shah Durrani. També fan servir sardar al principi del seu nom les famílies Punch.
- En alpinisme, específicament a part de l'Himàlaia de Nepal i Pakistan, el Sirdar o Sardar és líder nadiu dels xerpes.[1] Entre altres coses pren nota de les alçades aconseguides per cada xerpa, el qual està directament relacionat amb els ingressos que rebran els xerpes.
- A la zona de Kasur, Sardar és fet servir sovint pels membres de la tribu dels Arain (els descendents d'aquells soldats àrabs Umayyad que van arribar liderats per Muhammad Bin Qasim al subcontinent indi a través de Sind). Sardar Assef Ahmad Ali provenia d'una familia important de terratinents de la tribu Arain del Panjab, que va tenir un paper destacat en la política de la regió abans del govern britànic a l'índia. La família tenia la reputació de poder repel·lir l'autoritat i va tenir un paper fonamental en la lluita contra els Sikhs. Va ser escollit membre de l'Assemblea Nacional de Kasur el 1994 i s'ha mantingut actiu en l'escena política i de campanyes.[2] Va assistir al Government College de Lahore i al St. John's College d'Oxford, on va estudiar filosofia, economia i ciències polítiques.[3]
- HMS Sirdar , un submarí britànic de la Royal Navy durant la Segona Guerra Mundial.
- Siridar una part del títols dels governadors planetaris de la novela Dune de Frank Herbert. Les tropes d'elit de l'emperador Padishah (emperador de la novel·la Duna) també són conegudes amb el nom de Sardaukar.
- En el joc d'ordinador d'estratègia en temps real Dark Reign 2, el jugador que comanda les forces sprawl és anomenat Sirdar pel consell sprawl.

## Títols i rangs compostos i derivats
- En persa el nom de Sardar o Sardar i Bozorg era el títol de Hosein Qoli Khan Qajar (Sardari Iravani) i el seu germà Hasan Khan Qajar (Sardari Iravani), el comandant en cap de Fat·h-Alí Xah Qajar durant les guerres entre russos i perses (1807-1828).
- En persa, el nom Sardar i-Azam (Sardar Suprem) va ser ocasionalment utilitzat com a títol alternatiu del cap del govern del Xahanxa, generalment amb el nom de Vazir i-Azam, particularment utilitzat entre 1904 i 1906 pel príncep Qajar, General de S.A.R. Shahzada Sultan 'Abdu'l Majid Mirza.
- En el regne afganès, els beneficiaris de la Nishan-i-Sardari (Ordre del Líder), fundada pel rei Amanullah el 1923, com a recompensa pels excepcionals serveis prestats a l'estat i la corona, i atorgada pel rei per iniciativa pròpia, gaudien dels títols de Sardar-i-Ala (en català, el líder més alt) o Sardar-i-Ali abans dels seus noms i rebien drets sobre terres, fins que l'ordre va quedar obsoleta el 1929.
- A l'Afganistan, Sardar-i-Salar volia dir Mariscal de Camp.
- Sadar-i-Riyasat era el títol del cap d'estat constitucional del principat de Caixmir, Yuvaraj Shri Karan Singhji Bahadur, el qual va ser designat com presumpte hereu l'11 de maig de 1931 i (després que el seu pare s'havia adherit a l'Índia, posant fi a la monarquia sobirana) regent del 20 de juny de 1949 al 31 d'octubre de 1956, Sardar-i-Riyasat de l'1 de novembre de 1956 fins al 9 d'abril de 1965 (es va convertir a la mort del seu pare en el Maharaja de Jammu i Caixmir, el 26 d'abril de 1961, havent deixat d'exercir tota mena de poder hereditari).
- En kurd, Sardar és nom comú. Literalment sar vol dir cap mentre que dâr vol dir arbre o branca en Kurd i per tant, vol dir líder o comandant.

## Balutxistan
A Balutxistan el cap de la seva tribu rep el títol de Saradar. Dotze Sardars fan un Nabab, és a dir, que si un Sardar té dotze Sardars subordinats, aquest esdevé Nabab.